# Atlético San Cristóbal
Club Atlético San Cristóbal – wenezuelski klub z siedzibą w mieście San Cristóbal leżącym w stanie Táchira.

## Osiągnięcia
- Mistrz Wenezueli: 1982
- Mistrz II ligi wenezuelskiej: 1981
- Udział w Copa Libertadores: 1983 (1/2 finału)

## Historia
Założony w 1980 roku klub Atlético San Cristóbal po zdobyciu mistrzostwa Wenezueli w 1982 roku dotarł w następnym roku aż do półfinału Copa Libertadores 1983.